# Шапково
Ша́пково (рос. Шапково) — присілок у складі Даровського району Кіровської області, Росія. Входить до складу Даровського міського поселення.
Населення становить 8 осіб (2010, 52 у 2002).
Національний склад станом на 2002 рік — росіяни 98 %.